# Mariage homosexuel en Estonie
Le mariage homosexuel est autorisé en Estonie de même que l'adoption d'enfants par les couples de même sexe à partir du 1er janvier 2024, l'Estonie étant le 35e pays dans le monde et le 20e en Europe à avoir légiféré en ce sens.

## Situation antérieure: unions civiles
Le 9 octobre 2014, le Riigikogu, le Parlement estonien, vote la loi « Acte de cohabitation » ouvrant l’union civile aux homosexuels.

## Légalisation
En décembre 2016, un tribunal estonien reconnait un mariage entre deux hommes conclu en Suède. Le tribunal juge que tous les mariages homosexuels conclus à l’étranger doivent être reconnus comme tels en Estonie.
Les négociations sur la formation d'un gouvernement de coalition à la suite des élections législatives estoniennes de 2023 sont marquées par la question de la légalisation du mariage homosexuel, dont Estonie 200 fait une condition tout en la reconnaissant comme négociable. Si la dirigeante du Parti de la réforme (ERE), Kaja Kallas, grande gagnante des élections, s'y déclare favorable, la légalisation fait l'objet de réticences de la part d'une partie des députés de l'ERE élus dans le monde rural, où l'électorat y est plus opposé. La coalition envisage de se contenter de mettre en application la légalisation en 2014 de l'union civile, le parlement n'ayant toujours pas voté de textes d'application. La coalition ERE-SDE-E200 est est finalement formée en avril 2023,,,.
Kaja Kallas fait notamment part de sa volonté de faire de l'augmentation du budget de la défense et de la légalisation du mariage homosexuel les deux premiers grands chantiers de son gouvernement. La légalisation intervient le 20 juin 2023 après un vote en ce sens d'une nouvelle loi par 55 voix pour et 34 contre. La loi prend effet le 1er janvier 2024.